# Madballs
Madballs é uma série de bolas de brinquedo feitas de borracha, que podiam ser enchidas com água, criadas pela AmToy, uma empresa subsidiária da American Greetings em meados dos anos 1980. Cada bola tinha um formato de monstro e um nome estranho.
A linha de brinquedos mais tarde foi transformada em uma curta série de desenhos animados para a televisão. Também originou uma série de histórias em quadrinhos e um jogo de videogame (que continha alguns elementos do desenho animado) para o ZX Spectrum, Amstrad CPC e Commodore 64.

## Brinquedos
Os brinquedos eram de borracha, do tamanho de uma bola de tênis, sendo bolas quicantes com rostos de monstros, que tinham um fascínio particular por parte dos meninos. No entanto, os brinquedos venderam bem como uma moda passageira.
Houve duas séries das Madballs redondas originais como brinquedos colecionáveis. Cada série composta de oito bolas cada, bem como uma coleção de Super Madballs, uma versão maior das Madballs originais em forma de bolas de outros esportes, como futebol americano, com o nome de "Terror Touchdown", a bola de futebol chamada "Eater Goal", e a de basquete chamada "Foul Shot".

### Madballs Originais
- Screamin Meemie: Uma bola de beisebol com uma cara assustadora e uma língua grande.
- Slobulus: Uma criatura babando com um olho pendurado para fora.
- Aargh: Um monstro de Frankenstein azul, com apenas um olho.
- Horn Head: Um ciclope com um chifre.
- Dust Brain: Uma múmia.
- Oculus Orbus: Um olho humano.
- Skull Face: Uma caveira.
- Crack Head: Uma cabeça com o cérebro exposto.  Essa Madball foi rebatizada como "Bash Brain", devido às conotações desagradáveis do nome anterior, pois o mesmo era tido como uma gíria usada em referência aos usuários de crack.

### Segunda Série de Madballs
- Snake Bait: Uma górgona.
- Freaky Fullback: Um monstro jogador de futebol americano.
- Splitting Headache: Caveira do lado esquerdo e rosto costurado no lado direito.
- Bruise Brother: Um monstro motociclista.
- Wolf Breath: Um lobisomem.
- Fist Face: Uma mão segurando um olho.
- Swine Sucker: Um porco mutante.
- Lock Lips: Uma criatura com a mandíbula fechada com um cadeado e um olho coberto por uma placa rebitada.

### Super Madballs
- Touchdown Terror: Uma bola de futebol americano, com um sorriso maníaco e mísseis como barbatanas.
- Goal Eater:  Uma bola de futebol com grandes dentes pontiagudos.
- Foul Shot: Uma bola de basquete estourada, que revela um rosto com vermes rastejando para fora de uma órbita ocular.

### Controvérsia
Logo após o lançamento dos brinquedos, começaram a surgir queixas de pais de crianças que tinham sido feridas por serem atingidas com as bolas de borracha semi-rígida, o que ocasionou uma série de Madballs fabricadas com um material mais suave (espuma). A segunda série de Madballs foi diretamente fabricada com espuma. A distinção é também importante para os colecionadores dos brinquedos.

## Revival
No início de 2006, a empresa do ramo de brinquedos Art Asylum, anunciou que tinha uma parceria com a American Greetings, para fazer um revival das bolas Madballs, com todos os personagens clássicos e novos desenhos. A empresa de brinquedos Basic Fun Inc. assumiu a tarefa de produzir e vender as novas Madballs. Em novembro de 2007, os brinquedos reapareceram nas lojas de brinquedos nos EUA.

## Brasil
Em 1989, as Madballs chegaram ao mercado de brinquedos brasileiro. Juntamente com os brinquedos, fora lançado um álbum de figurinhas pela editora Cromy. Tanto as Madballs, quanto as figurinhas, são itens de colecionador no Brasil.